# Maratón Río Boedo
El Maratón Río Boedo es una prueba atlética de carácter popular que tiene lugar anualmente en Báscones de Ojeda (Palencia) desde 2002. Es organizado por la Fundación Río Boedo y el C.D. Atletismo San Miguel de Aguilar de Campoo, con la colaboración del Ayuntamiento de Báscones de Ojeda y patrocinado por diversas empresas privadas. La carrera tiene lugar en domingo como parte de las actividades que se celebran cada año con motivo de la festividad de la Virgen del Boedo coincidiendo con el tercer fin de semana del mes de agosto.
Es el único maratón que se celebra en España en el mes de agosto lo que le convierte en cita obligatoria para todos aquellos corredores que se han planteado el reto 12Mx12M. Es recomendable correrlo solo si se está en disposición de una buena forma física ya que es una carrera singular donde son pocos los que se atreven a correrla debido a las duras condiciones en las que se desarrolla: bajo el sol de agosto en España, a una elevada altitud (alrededor de 1 000 m s. n. m.), con gran parte de su recorrido sobre tierra y por el hecho de que se realiza prácticamente en solitario.
Es un maratón pequeño, acogedor, que cuida al corredor y cuyo objetivo es fomentar el deporte para encontrarse bien física, psíquica y mentalmente, disfrutando con el simple hecho de participar, y, si es posible, llegar a la meta.

## Itinerario y escenario
Los 42 195 metros de la prueba tienen salida y llegada en la localidad palentina de Báscones de Ojeda. El itinerario del maratón es completamente abierto, discurriendo en paralelo al río Boedo, del que toma su nombre, por un circuito mixto de asfalto y pistas de tierra que transitan entre campos de cereales, cultivos de regadío y plantaciones de chopos. El circuito, que no está actualmente homologado, consiste de una primera vuelta de 12 095 metros, seguida de dos vueltas de 15 050 metros cada una, pasando por Revilla de Collazos y llegando a Collazos de Boedo para volver al punto de partida en cada una de las vueltas con un perfil casi llano a una altitud cercana a los 1 000 m s. n. m..

## Características de la prueba
Como elemento destacable es de reseñar que Báscones de Ojeda es la población más pequeña del mundo que organiza un maratón y una media maratón. En lo estrictamente deportivo, el corredor que se enfrenta al Maratón Río Boedo ha de saber que si no quiere sufrir en exceso debe manejar con acierto, además de la distancia, el recorrido y la altitud, otras dos variables: la soledad y el calor. En esta prueba no es necesario preocuparse por su altimetría ya que es prácticamente llano en su totalidad.
La soledad de la prueba es debida al limitado número de participantes que participan en una prueba que tiene un recorrido que transita por una carretera solitaria a la ida y por medio de pistas de tierra con rectas infinitas a la vuelta. Además el recorrido consiste en tres vueltas a ese circuito, lo que acentúa la dureza de la prueba y la sensación de soledad en los corredores. Por otro lado, para reducir el impacto que pudiera tener el sol y el calor sobre los corredores la hora de salida se suele establecer a las 8:00 AM. Eso no evita que en la parte más dura del recorrido, alrededor del kilómetro 30 de la carrera, el calor empiece a mostrar su efecto sobre los participantes, que necesitan hidratarse constantemente en los numerosos puntos de agua y avituallamiento establecidos a lo largo del recorrido.
La dureza de la prueba se contrarresta con creces con la cercanía de los organizadores y el ambiente que se forma alrededor de esta competición, lo que hace que muchos corredores valoren este maratón de manera especial:
- José Vicente Torres, un corredor valenciano que ha disputado 50 maratones en menos de 7 años, ha declarado en la revista especializada Superdeporte que guarda un especial cariño al Maratón de Río Boedo, ya que «es donde me he sentido más corredor».[16]
- El Club Deportivo 42195,[17] en su página web ha descrito el Maratón Río Boedo una manera muy significativa: «Si hay un maratón emblemático es el de Nueva York. Si hay un maratón que te consagra como maratoniano, probablemente, es el de Rio Boedo»
- El blog especializado Confieso que he corrido[15] incluye el punto de vista de un atleta con numerosos maratones en sus piernas: «Hay mucha gente que peregrina a Santiago de Compostela. Yo no. Yo soy más de hacerlo a Báscones de Ojeda. Y más desde que una mañana tórrida de agosto de 2010 fui llamado a formar parte de la selecta congregación de boedianos. Aquel día abandoné todo lo superfluo que rodea al atletismo popular y alcancé por fin la pureza del "correr x correr" que tanto ansiaba.»

## Palmarés
| Edición      | Fecha       | Hombres                                                                                  | Marca                   | Mujeres                                                                              | Marca                   |
| ------------ | ----------- | ---------------------------------------------------------------------------------------- | ----------------------- | ------------------------------------------------------------------------------------ | ----------------------- |
| XX [2023]    | 20/ago/2023 | 1. Isaac Barragán Luque 2. Julio Rivas Moreno 3. Manuel Casas Herrero                    | 2:53:30 3:01:58 3:07:25 | 1. - 2. - 3. -                                                                       | -:--:-- -:--:--         |
| XIX [2022]   | 21/ago/2022 | 1. Rubén Del Caño Menéndez 2. Manuel Casas Herrero 3. José Óscar Miguel Caballero        | 2:52:53 3:04:16 3:07:04 | 1. Eva Esnaola Agesta 2. Paz Palomino Puerto 3. Cristina Martin Vázquez              | 3:35:36 4:53:23 5:06:26 |
| XVIII [2019] | 18/ago/2019 | 1. Eduardo Luis Gómez Velasco 2. Víctor Manuel García Martín 3. Isaac Barragán Luque     | 2:55:35 2:57:20 2:57:46 | 1. Eva Esnaola Agesta 2. Lola Garrido Ramos 3. Lola Palau Carulla                    | 3:35:30 3:55:39 3:58:42 |
| XVII [2018]  | 19/ago/2018 | 1. Iván Penalba López 2. Víctor Manuel García Martín 3. José Óscar Miguel Caballero      | 2:45:38 2:47:34 2:59:10 | 1. Eva Esnaola Agesta 2. Nicole Ribera Townsend 3. Lola Garrido Ramos                | 3:29:34 3:48:09 3:57:01 |
| XVI [2017]   | 20/ago/2017 | 1. Francisco Javier Pérez Córdoba 2. Isaac Barragán Luque 3. José Óscar Miguel Caballero | 2:57:32 2:58:05 3:00:00 | 1. Pilar Muhamud Isidro 2. Natacha López García 3. María Ángeles Torregrosa Aparicio | 3:22:44 3:28:10 4:00:03 |
| XV [2016]    | 21/ago/2016 | 1. Iván Ramírez Bator 2. Mitxel Cuadrado de la Fuente 3. Antonio Gallego Lazkano         | 2:52:28 3:06:28 3:08:46 | 1. Eva Esnaola Agesta 2: Marta Díaz Bujan 3: Nerea Garmedia Oronoz                   | 3:41:30 3:56:17 4:24:23 |
| XIV [2015]   | 16/ago/2015 | 1. José Óscar Miguel Caballero 2. Xabier Alonso Nava 3. Antonio López Prieto             | 3:02:50 3:05:24 3:09:00 | 1. Ana Riera Pla 2. Eva Esnaola Agesta 3. Carolina Palicio Varela                    | 3:26:01 3:37:15 4:10:44 |
| XIII [2014]  | 17/ago/2014 | 1.José Carlos Delgado Cortés 2. José Manso Crespo 3. Héctor de Prado Postigo             | 2:54:25 2:58:00 2:59:55 | 1. Ana Riera Pla 2. Eva Esnaola Agesta 3. Marta Díaz Bujan                           | 3:20:58 3:28:42 3:52:41 |
| XII [2013]   | 18/ago/2013 | 1. Alejandro Reina Calleja 2. Juan Antonio Martín Roncero 3. Iván Ramírez Bator          | 2:45:34 2:56:57 3:01:02 | 1. Carmen Riquelme Blanco 2. Susan Jane Hymus 3. Yolanda Jiménez Martín              | 4:31:49 4:58:06 5:03:59 |
| XI [2012]    | 19/ago/2012 | 1. José Manso Crespo 2. Antonio Gallego Lazcano 3. Rafael Prieto Granados                | 2:54:30 2:58:58 3:02:17 | 1. Eva Esnaola Agesta 2. Carmen Yolanda Jiménez Martín 3. Idoia Esnaola Agesta       | 3:38:17 4:23:28 4:37:11 |
| X [2011]     | 21/ago/2011 |                                                                                          |                         |                                                                                      |                         |
| IX [2010]    | 22/ago/2010 |                                                                                          |                         |                                                                                      |                         |
| VIII [2009]  | 16/ago/2009 |                                                                                          |                         |                                                                                      |                         |
| VII [2008]   | 17/ago/2008 |                                                                                          |                         |                                                                                      |                         |
| VI [2007]    | 19/ago/2007 |                                                                                          |                         |                                                                                      |                         |
| V [2006]     | 20/ago/2006 |                                                                                          |                         |                                                                                      |                         |
| IV [2005]    | 21/ago/2005 |                                                                                          |                         |                                                                                      |                         |
| III [2004]   | 22/ago/2004 |                                                                                          |                         |                                                                                      |                         |
| II [2003]    | 17/ago/2003 |                                                                                          |                         |                                                                                      |                         |
| I [2002]     | 18/ago/2002 |                                                                                          |                         |                                                                                      |                         |